# Platymetopius curvatus
Platymetopius curvatus är en insektsart som beskrevs av Dlabola 1974. Platymetopius curvatus ingår i släktet Platymetopius och familjen dvärgstritar. Inga underarter finns listade i Catalogue of Life.